# Marie Diers
Marie Diers (* 10. Juni 1867 in Lübz als Marie Binde; † 4. November 1949 in Sachsenhausen) war eine deutsche Schriftstellerin.

## Leben
Die Tochter des mecklenburgischen Pastors Carl Binde (1833–1923) und der Maria Asmus absolvierte die Höhere Töchterschule in Neustrelitz und legte 1885 in Berlin das Lehrerinnenexamen ab. Sie arbeitete in den 1880er Jahren als Hauslehrerin auf der Grube Ilse bei Großräschen. 1892 heiratete sie den Buchhalter Hermann Diers. Dann zog sie mit ihrem Mann nach Berlin, wo sie ab Ende des 19. Jahrhunderts als Schriftstellerin tätig war. In dieser Zeit wohnte sie in Berlin-Friedrichshagen. Laut einem Schriftstellerlexikon von 1898 begann Diers 1895 als Schriftstellerin tätig zu sein. Zuerst veröffentlichte sie Geschichten in Zeitschriften. In Kürschners Deutschem Literatur-Kalender tauchte sie erstmals 1902 auf, und zwar auch schon als Autorin von Romanen. Nachdem ihr Mann 1905 gestorben war, widmete sich die Alleinerziehende mit zwei Kindern beruflich nur noch der Schriftstellerei. Ihre annähernd 40 Romane handeln meist in ihrer Geburtsheimat Mecklenburg. Daneben schrieb sie u. a. auch für die Wartburgstimmen.
1918 trat sie der Deutschvölkischen Partei, 1922 der Deutschnationalen Volkspartei, zum 1. März 1930 schließlich der NSDAP bei (Mitgliedsnummer 206.969). Sie war überzeugte Nationalsozialistin.
1924 ermöglichte ihr der schriftstellerische Erfolg den Kauf eines Hauses in Sachsenhausen bei Oranienburg, wo sie auch ein Haus für die Familie ihrer Tochter erwarb. In Kürschners Deutschem Literatur-Kalender ist sie 1932 bereits mit über 40 veröffentlichten Büchern verzeichnet. Nach der „Machtergreifung“ durch die Nationalsozialisten unterschrieb sie zusammen mit acht weiteren Frauen und 79 männlichen Schriftstellern das Gelöbnis treuester Gefolgschaft für Adolf Hitler. 1936 entstand unweit ihres Hauses das KZ Sachsenhausen. Diers selbst äußerte sich nie zum benachbarten KZ oder den Vorgängen dort. Am Ort des KZs entstand nach Ende des Zweiten Weltkrieges das Speziallager Sachsenhausen, wo ihre Tochter am 8. Mai 1946 starb. Ihr Schwiegersohn kam bereits um den 1. Mai bei der Flucht aus Berlin um. Ihr Sohn war bereits im Ersten Weltkrieg gefallen.
Nach dem Zweiten Weltkrieg wurde Marie Diers enteignet; in der Sowjetischen Besatzungszone wurden ihre Werke Franzosen im Land (1923), Freiheit und Brot (1933), Hinter uns, im Grau'n der Nächte … (1933) und Lat di nich ümsmieten (1925) auf die Liste der auszusondernden Literatur gesetzt, 1953 folgte in der Deutschen Demokratischen Republik Liebe den Sturm (1940).
Kürschners Deutscher Literatur-Kalender verzeichnet 1952 ihren Tod ohne genaue Datumsangabe. Viele ältere Quellen übernahmen die Angabe 1952 oder 1952 (?) als Todesjahr. Eine der erfolgreichsten Schriftstellerinnen der Weimarer Republik war innerhalb weniger Jahre komplett in Vergessenheit geraten. Tatsächlich starb sie im November 1949 und wurde auf Gemeindekosten auf dem an ihr Grundstück angrenzenden Friedhof beigesetzt.
Die Grabstelle wurde Ende September 2022 mitsamt Grabstein vollständig entfernt. In ihrem damaligen Wohnhaus (Doppelhaushälfte) befindet sich heute eine Kindertagesstätte, die beide Doppelhaushälften beansprucht und 2021 zusätzlich noch einen Anbau erhielt.

## Werk
Ernst Klee zählt Marie Diers zu den meistgelesenen Autorinnen ihrer Zeit. Sie schrieb Romane, in denen aufrechte, fleißige, ehrliche, christliche Menschen mit Schicksalsschlägen konfrontiert werden. Es gelingt ihnen mit Hilfe ihrer Tugenden, Härte gegen sich selbst und andere sowie Aufopferungsbereitschaft mit dem Schicksal umzugehen. Schicksalsschläge spielen eine besondere Rolle in Diers’ Werk und werden als solche nicht hinterfragt, sondern mit Arbeit angenommen und bewältigt. Die Romane durchzieht ein Motiv des Antifeudalismus sowie ein gefühlsmäßiger Antikapitalismus. Diers’ Helden entsprechen damit dem deutschnationalen und konservativen Selbstbild nach dem Verlust des Ersten Weltkriegs. Der oberflächliche Antikapitalismus und Antifeudalismus bot Anknüpfungspunkte für die nationalsozialistische Ideologie.
Diers’ Romane sind oft autobiographisch unterlegt. Dazu zählen ihre wichtigsten und einflussreichsten Bücher wie Die sieben Sorgen des Doktor Joost oder Die Brücke zum Olymp, in denen die Protagonisten nach plötzlichen Schicksalsschlägen Beruf und Kindererziehung allein zu vereinbaren haben. Ein anderes Motiv ist das der Künstlerin, die wie in Die Brücke zum Olymp von den Alltagspflichten und den Kindern immer wieder an der Kunst gehindert wird; sobald aber die Kinder außer Haus sind und sie Zeit für die Kunst hätte, wird diese flach und bedeutungslos. Auch in ihren essayistischen Schriften äußert sich Diers immer wieder gegen die reine Kunst und meint beispielsweise, dass Frauen, die studieren wollen, sich für das Leben dann als ungeeignet erwiesen.

## Werke (Auswahl)
- Wer bist du? Stuttgart, Engelhorn, 1905. (Digitalisat)
- Fritzchen. Die Geschichte einer Einsamen. Dresden, Max Seyfert, 1907. Neuauflage Hofenberg, Berlin 2020, ISBN 978-3-7437-3485-2.
- Der alte Timm und seine Nachbarn. Engelhorn, Stuttgart 1909. (Digitalisat)
- Der Spießbürger. Dresden, Max Seyfert, 1910
- Die Geschichte einer wandernden Liebe. Stuttgart, Engelhorn, 1911.(Digitalisat)
- Feind und Erbe. Berlin, Lehmann, 1913
- Du fremde Seele. Dresden, Max Seyfert, 1913
- Der Gauner. Dresden, Max Seyfert, 1914
- Das allzu gute Herz. Stuttgart, Engelhorn Nachf., 1915
- Die Gotthelfkinder. Dresden, Max Seyfert, 1916
- Der Witwenhof. Stuttgart, Engelhorn, 1916
- Die überflüssigen Töchter. Stuttgart, Engelhorn, 1918
- Die berühmte Frau. Stuttgart, Engelhorn, 1920
- Die Doktorin vom Bullenberg. Dresden, Max Seyfert, 1921
- Der Herrgottschulze. Hamburg, Deutsche Hausbücherei
- Die Männer von Oevel. Langensalza, Julius Beltz, 1921

## Ehrungen
In Berlin-Zehlendorf trug von 1937 bis 1945 die heutige Zinnowwald-Grundschule ihren Namen.